# Султан Мухаммед-хан
Султан Мухаммед-хан (1795 — 1861) — 1-й емір Афганістану у 1823—1826 роках. Мав прізвисько «Султан Бібі».

## Життєпис
Походив з династії Баракзай. Син Паїнди Хана. Народився 1792 року в Кандагарі. Відомостей про нього обмаль. Спочатку діяв разом з братом Мухаммад Азімом, потім допомагав іншому Фатіх Хану боронити Кашмір від сікхів, а після поразки у 1812 року, перебравсяз останнім до Герату, де воювавпроти персів, що намагалис язахопити мітсо.
1818 року спільно з Мухаммад Азамом зайняв Кабул, а потім Пешавар. Розідилив влдауз іншими братами — Пир Мухаммед-ханом і Сеїд Мухаммед-ханом. Після смерті Мухаммад Азім-хана 1823 року вимушен був протистояти братам Шерділ-хану, правителю Кандагара, що захопив Кабул, де повалив небожа Хабібуллу Хана. Скористався конфліктом між Шерділ-ханом і Дост Мухаммед-ханом отримав підсвою владу Кабул. Прийняв титули амір уль-мумін, а потім емір Афганістану. 1824 року під тиском брата Яр Мухаммед-хана, правителя Пешавару, залишив Кабул. Але  того ж року за підтримки Дост-Мухаммед-хана повернув його. Поступово посилювався  вплив останнього. Зрештою Султан Мухаммед-хан вимушен  був  у 1826 році  передати Кабул Дост Мухаммеду.
Потім призначений намісником Пешавару з титулом хан. 1828 року стає намісником Кохату. 1834 року брав участь у війні проти, внаслідок чого було втрачено Пешавар.  Зберігав владу над Кохат до 1839 року. Про діяльність після 1842 року нічого невідомо. Помер 1861 року.